# مزمار (تشريح)
في التشريح، المِزْمَار أو الزَّرْدَمَة (بالإنجليزية: glottis)‏ هو الفتحة الموجودة بين الأحبال الصوتية، وتُسمى مشق المزمار أو الحواف المزمارية (بالإنجليزية: rima glottidis)‏.
في علم وظائف الأعضاء، يشكل المزمار الحد الفاصل بين الطريقين الصوتيين العلوي والسفلي.